# Eishockey-Landesliga Bayern 1984/85
Die Eishockey-Landesliga Bayern 1984/85 wurde unter dem Dach des Bayerischen Eissportverbandes (BEV) organisiert und war nach der Bayernliga eine der sechsthöchsten Spielklassen im deutschen Eishockey.

## Saisonverlauf
Die Eishockey-Landesliga 1984/85 war die 37. Ausspielung dieser Liga. Meister und Aufsteiger in die Bayernliga 1985/86 wurde der TSV Schliersee. Da die Bayernliga auf 14 Mannschaften erweitert wurde, haben sich neben dem Meister noch sieben weitere Mannschaften für die nächste Bayernligasaison qualifizieren können. Am Ende der Saison haben drei Rückzieher die Liga verlassen.

### Modus
In der Saison 1984/85 wurde mit 40 Mannschaften in vier Hauptrundengruppen eine Einfachrunde gespielt. Nach der Hauptrunde qualifizierten sich fünf Mannschaften für die Meisterrunde und weitere vier Teams für die Platzierungsrunde, in denen insgesamt acht Aufsteiger für die Bayernliga 1985/86 ermittelt wurden. Absteiger gab es nicht, da sich drei Teams zurückzogen und vorerst auch nicht mehr am Spielbetrieb des BEV teilnahmen.

## Teilnehmer
Nicht mehr dabei waren die Auf- und Absteiger der Vorsaison. Neu hinzukamen der EC Bad Reichenhall und der ESV Buchloe, beide Rückzieher aus der Oberliga. Absteiger aus der Bayernliga und Aufsteiger aus der Kreisliga gab es nicht.

### Hauptrunde
| Gruppe 1 (Nord) | Gruppe 2 (Ost) | Gruppe 3 (Süd) | Gruppe 4 (West) |
| --- | --- | --- | --- |
|  1. EHC 80 Nürnberg 1b - 2. SC Bad Kissingen - 3. ERC Haßfurt - 4. EC Erkersreuth - 5. SV Bayreuth 1b - 6. EC Würzburg - 7. ERSC Amberg  8. EHC 82 Würzburg - 9. - 10 - 11 - 12 - 13 |  EV Regensburg 1b - ESC Vilshofen - EC Pfaffenhofen - ESV Gebensbach - EV Aich - EV Bruckberg - ERC Regen  EV Grafenhaun  ESC Dorfen 1b |  TSV Schliersee - ESC Holzkirchen - EHC Bad Aibling - EC Bad Reichenhall (A) - EC Schwaig - TC 60 Rosenheim - ASV Dachau - ERSC Ottobrunn - ETC Höhenkirchen - EC Planegg-Geisenbrunn |  EV Füssen 1b - EV Bad Wörishofen - Hopferau-Eisenberg - ERC Lechbruck - EC Oberstdorf - TSV Marktoberdorf - SC Forst - ESV Buchloe (A) - ESV Türkheim - SV Hohenfurch - EA Kempten 1b - VfL Denklingen - TSV Oberbeuren |

(A) = Absteiger aus der Bayernliga, (N) = Neu in der Liga, (R) = Rückzug

 Gruppensieger, Teilnehmer der Meister- und Platzierungsrunde fett gedruckt  Absteiger / Rückzieher

### Meister- und Aufstiegsrunde
|    | Mannschaft        | Spiele | Tore   | Diff. | Punkte |
| -- | ----------------- | ------ | ------ | ----- | ------ |
| 1. | TSV Schliersee    | 8      | 108:24 | +84   | 26     |
| 2. | EV Bad Wörishofen | 8      | 90:41  | +49   | 18     |
| 3. | ERC Lechbruck     | 8      | 56:46  | +10   | 17     |
| 4. | EV Regensburg 1b  | 8      | 66:49  | +17   | 15     |
| 5. | EHC Nürnberg 1b   | 8      | 71:64  | +7    | 14     |

 BLL-Meister und Aufsteiger  Aufsteiger  Rückzug, (N) = Neu in der Liga

### Platzierungsrunde
|    | Mannschaft       | Spiele | Tore   | Diff. | Punkte |
| -- | ---------------- | ------ | ------ | ----- | ------ |
| 6. | EC Oberstdorf    | 6      | 47:67  | −20   | 12     |
| 7. | ESC Vilshofen    | 6      | 38:76  | −38   | 8      |
| 8. | ESC Holzkirchen  | 6      | 16:114 | −98   | 2      |
| 9. | EC Bad Kissingen | 10     | 35:61  | −26   | 2      |
| 10 | EHC Bad Aibling  |        |        |       |        |

 Aufsteiger, anstelle von EHC Nürnberg 1b konnte der EHC Bad Aibling als Aufsteiger
 nachrücken, da der EC Bad Kissingen als Nachrücker nicht zur Verfügung stand.